# Dhading District
Dhading District er et af Nepals 75 administrative og politiske regioner, betegnet distrikter (lokalt betegnet district, zilla, jilla el. जिल्ला). Dhading er et distrikt i bakkeområdet Middle Hills, som ligger i Bagmati Zone i Central Development Region.
Dhading areal er 1.926 km² og der boede ved folketællingen 2001 i alt 338.658 og i 2007 378.281 i distriktet. Distriktets politiske organ District Development Committee er sammensat gennem indirekte valg, med repræsentation fra hver af de 9-17 administrative enheder ilakaer, hvert distrikt er opdelt i.
Dhading District er endvidere opdelt i 50 udviklingskommuner (lokalt navn: Gaun Bikas Samiti (G.B.S.) el. Village Development Committee (VDC)), hvoraf byer med over 10.000 indbyggere kategoriseres som købstæder (municipalities).
Dhading District er udviklingsmæssigt – gennem anvendelse af FN og UNDP's Human Development Index – kategoriseret som nr. 55 ud af Nepals 75 distrikter.

## Eksterne links
- Kort over Dhading District Arkiveret 15. oktober 2007 hos  Wayback Machine
- Dhading District sundhedsprofil – fra FN-Nepal (på engelsk) Arkiveret 27. september 2007 hos  Wayback Machine

27°52′00″N 84°55′00″Ø / 27.86667°N 84.91667°Ø